# تانک‌های آلمان در جنگ جهانی دوم

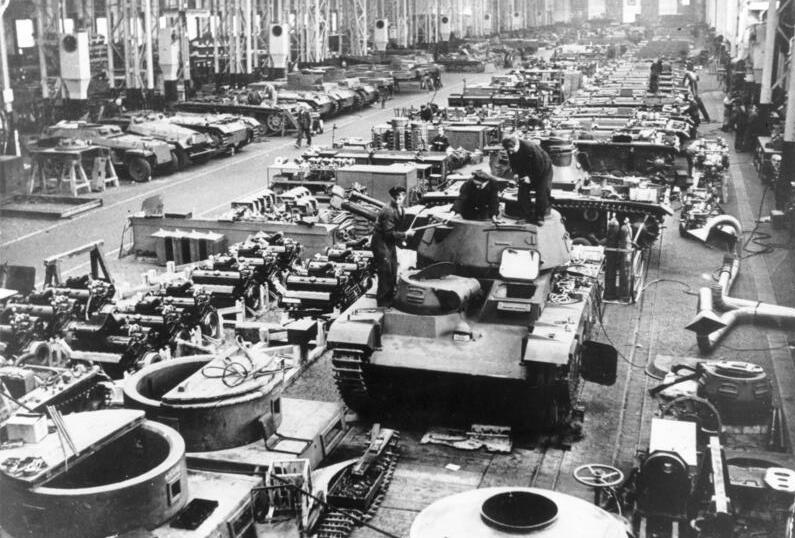
خط تولید تانک‌های پنزر - مه ۱۹۴۱

تانک‌های آلمان در جنگ جهانی دوم به مجموعه های تانک‌هایی گفته می‌شد که در خلال جنگ جهانی دوم توسط آلمان یا در کشورهای دیگر تولید و توسط ورماخت به‌کارگرفته شد. تانک‌های آلمانی نسبت به هم‌نوع‌های خود که توسط نیروهای متفقین به کار گرفته می‌شدند، از بسیاری جهات برتری‌های محسوسی داشتند و برگ برنده آنها در میدان‌های نبرد زمینی محسوب می‌شدند. زمانی که این تانک‌ها در صفوف منظم با یک فرماندهی قوی به سمت نیروهای متفقین یورش می‌بردند، قدرت تانک‌ها دشمنان آلمان را شوک‌زده می‌کرد. از جمله فرماندهانی که توانستند با آرایش مناسب و فرماندهی قوی خود، پیروزی‌های قابل توجهی را با کمک این تجهیزات به دست بیاورند، می‌توان به اروین رومل، اوالت فن کلایست، هرمان هوت،اریش فن مانشتاین و هاینتس گودریان اشاره داشت.
.

## تانک‌های شاخص
| نام تانک | طبقه‌بندی   | سال‌های خدمت | تعداد تولید |
| -------- | ---------- | ----------- | ----------- |
| پنزر ۱   | تانک سبک   | ۱۹۴۵–۱۹۳۴   | ۱٬۴۹۳       |
| پنزر ۲   | تانک سبک   | ۱۹۴۵–۱۹۳۶   | ۱۸۵۶        |
| پنزر ۳   | تانک متوسط | ۱۹۴۵–۱۹۳۹   | ۵٬۷۷۴       |
| پنزر ۴   | تانک متوسط | ۱۹۶۷–۱۹۳۹   | ۸٬۵۵۳       |
| پنتر     | تانک متوسط | ۱۹۴۷–۱۹۴۳   | ۶٬۰۰۰       |
| تایگر ۱  | تانک سنگین | ۱۹۴۵–۱۹۴۲   | ۱٬۳۴۷       |
| تایگر ۲  | تانک سنگین | ۱۹۴۵–۱۹۴۴   | ۴۹۲         |